# Spilobotys chloropyga
Spilobotys chloropyga är en fjärilsart som beskrevs av Walker 1854. Spilobotys chloropyga ingår i släktet Spilobotys och familjen nattflyn. Inga underarter finns listade i Catalogue of Life.